# 謝禧昌
謝禧昌（？—？），號保其，福建漳州府镇海卫（今龙海市镇海村）人。

## 生平
崇祯三年（1630年）庚午科福建乡试第二名举人，崇祯十三年（1640年）庚辰科進士，户部观政，官至池州府知府。